# Gigors
Gigors település Franciaországban, Alpes-de-Haute-Provence megyében. Lakosainak száma 59 fő (2022. január 1.). Gigors Bellaffaire, Faucon-du-Caire, Piégut, Turriers, Venterol és Rochebrune községekkel határos.

## Népesség
A település népességének változása:
| Lakosok száma | 29   | 37   | 39   | 55   | 59   | 58   | 60   | 62   | 60   | 59   |
|               | 1968 | 1982 | 1990 | 2006 | 2013 | 2015 | 2017 | 2019 | 2020 | 2022 |